# Wie geht man als Arbeiter nach Deutschland?
Wie geht man als Arbeiter nach Deutschland?, türkisch İşçi Olarak Almanya'ya Nasıl Gidilir, ist der Titel einer türkischsprachigen Broschüre für Arbeitsmigranten in Deutschland, die Mitte der 1960er Jahre jeder im Rahmen des Anwerbeabkommens zwischen der Bundesrepublik Deutschland und der Türkei als Arbeitskraft angeworbene Türke erhielt.

## Veröffentlichungsdetails
Die Broschüre wurde 1963 von der Türkischen Anstalt für Arbeit und Arbeitsvermittlung in Ankara herausgegeben. Ihr Gesamttitel İşçi Olarak Almanya'ya Nasıl Gidilir ve Federal Almanya'da Yaşama Şartları lässt sich mit Wie geht man als Arbeiter nach Deutschland? – Lebensbedingungen in der Bundesrepublik Deutschland übersetzen.
Die Broschüre umfasst 38 Seiten und versucht nach Art eines Ratgebers ihrem Titel entsprechend Antworten auf die Frage zu geben, was den Arbeiter in Deutschland erwartet. Sie ist die erste umfassendere Broschüre, die speziell auf türkischstämmige Arbeitsmigranten in Deutschland eingeht.

## Inhalt
In verschiedenen Kapiteln wird der damalige „Gastarbeiter“ auf seinen Aufenthalt in Deutschland vorbereitet.
Der Abschnitt darüber, wie man sich als wohlgemerkt befristet in Deutschland arbeitender Türke in dem „fremden Land verhalten und seine Identität bewahren soll“, beginnt mit den Worten

„Die Bundesrepublik Deutschland ist ein nationalistischer Staat. Die dort lebenden Deutschen, sind, genau wie wir Türken, Nationalisten und Feinde des Kommunismus.“

In Bezug auf das Privatleben wird der Arbeiter u. a. gewarnt, dass deutsche Frauen zwar das „Heldentum des Türken lieben“, diese Tatsache jedoch nicht als Aufforderung misszuverstehen sei, sich diesen Frauen auf „ungebührende Weise“ zu nähern. Zum Arbeitsleben heißt es:

„Arbeitet fleißig, wach und umsichtig und lernt schnell dazu, was ihr noch nicht wisst. Haltet euch strikt an die Betriebsordnung. Kommt pünktlich und geht pünktlich. Lasst euch nie krankschreiben, außer wenn es gar nicht anders geht.“

Des Weiteren werden Kontaktadressen – 1963 kaum mehr als die türkischen Konsulate in Deutschland oder der Arbeitsattaché in Bonn – genannt, die bei Wünschen und Klagen, die z. B. nicht über die Betriebsräte der jeweiligen Firmen zu klären sind, dem türkischen Arbeiter in der Fremde weiterhelfen.

## Äußere Gestaltung
Die Broschüre unterscheidet sich äußerlich kaum von damaligen Reiseführern. Der Titel des Buches nimmt die gesamte erste Umschlagseite ein, wobei das Wort Deutschland am größten geschrieben ist. Im Hintergrund sind aus türkischer Sicht typisch deutsche Bauwerke zu sehen und eine stilisierte Darstellung eines arbeitenden Mannes. Eine türkische Fahne erstreckt sich quer über den Umschlag.

## Rezeption
Die Broschüre Wie geht man als Arbeiter nach Deutschland? findet in Interviews, die von Migrationswissenschaftlern mit türkischen Einwanderern der ersten Generation geführt werden, noch Jahrzehnte nach ihrer Veröffentlichung Erwähnung.
Recai Hallaç übertrug in den 1990er Jahren den Abschnitt Turk  İşçi Yabancı Ülkede Nasıl Davranmalı, Nasıl Benliğini Korumalı mit Wie der türkische Arbeiter sich in einem fremden Land verhalten und seine Identität bewahren soll ins Deutsche. Dieser übersetzte Text wird Anfang des 21. Jahrhunderts unterstützt vom Bundesministerium für Bildung und Forschung auch als interkulturelles Lehrmittel an deutschen Schulen eingesetzt. Mit ihm soll Schülern ab der oberen Primarstufe ermöglicht werden, sich besser in die Situation der damaligen Gastarbeiter in Deutschland hineinzuversetzen.
Die Bedeutung der Broschüre für die erste Generation türkischer Arbeitsmigranten fand auch darin Ausdruck, dass Aytaç Eryılmaz 1998 einen umfangreichen Beitrag über die ersten Einwanderer aus der Türkei mit dem Namen der Broschüre Wie geht man als Arbeiter nach Deutschland? / İşçi Olarak Almanya'ya Nasıl Gidilir übertitelte.

## Bibliographische Angaben
- İşçi Olarak Almanya'ya Nasıl Gidilir ve Federal Almanya'da Yaşama Şartları. Yay. No. 28, Ankara 1963.